# バス・コーポレーション
株式会社バス・コーポレーション（英称：BATH CORPORATION Company, Limited）は、兵庫県神戸市須磨区に本拠をおく、各種靴・バッグ・インテリアなどの製造・販売を行う日本の企業である。京都に自社染色工場を所有し、設立時は素材メーカーであったため、特に新素材の開発や人工皮革の染色に独自の技術とノウハウを持つ。洗濯機で洗える靴、重さ100g台の軽量シューズ、晴れた日にも履けるオールウェザーシューズなどユニークな製品なども開発している。

## 概要

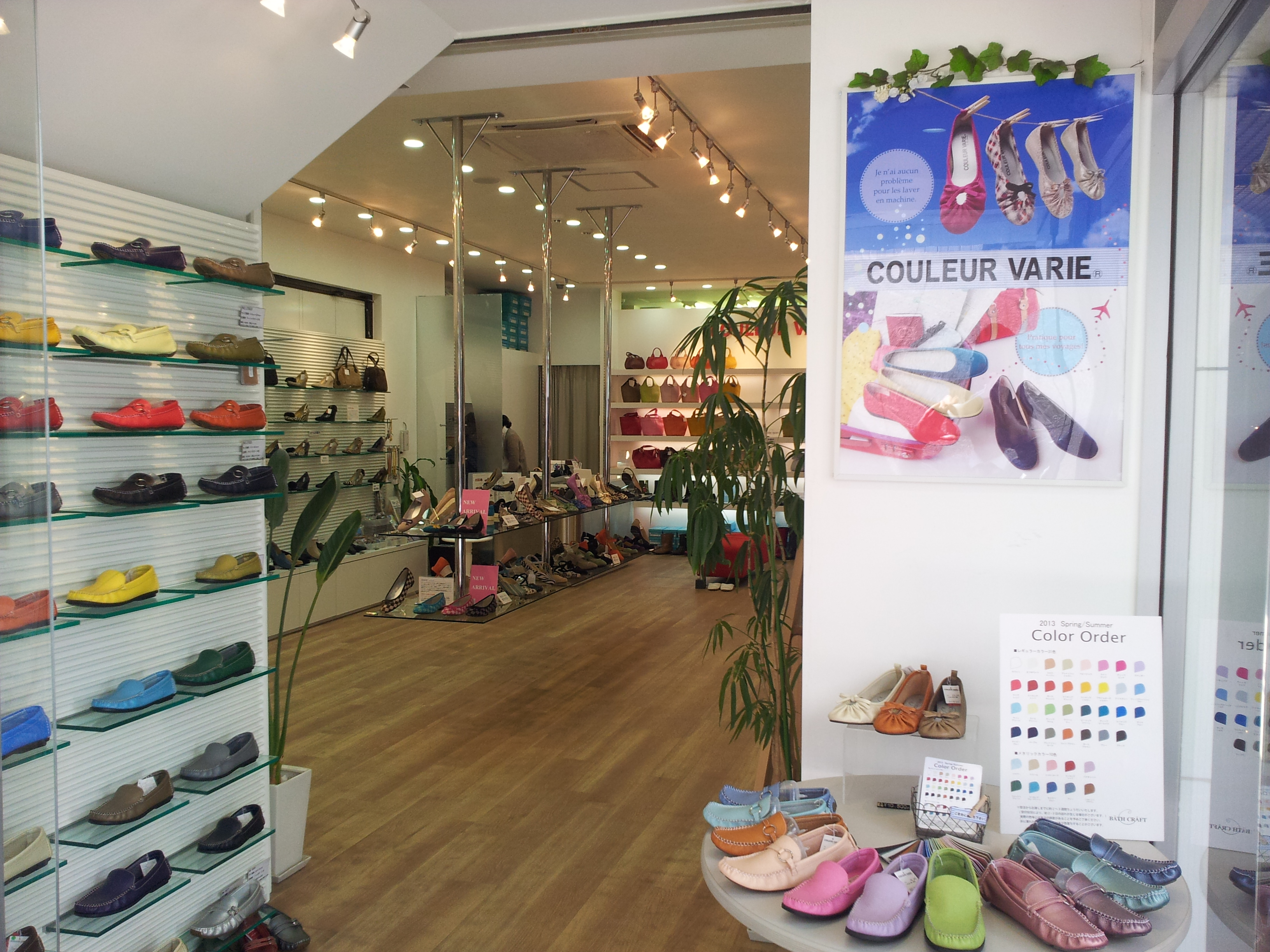
直営店舗の「クロールバリエ自由が丘店」（東京都目黒区自由が丘1）

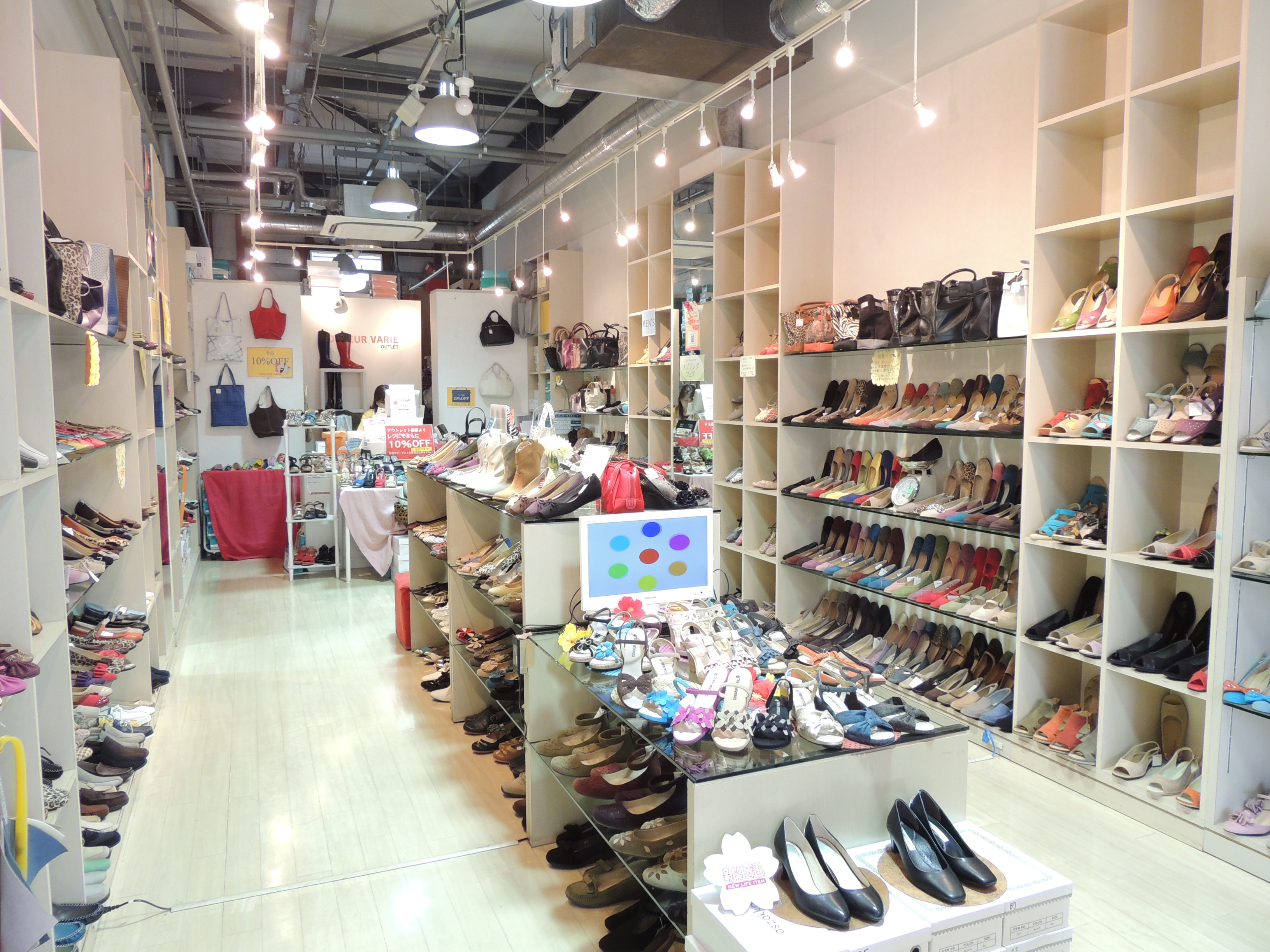
「クロールバリエアウトレット店」（神戸市垂水区海岸通）

### 事業内容
1969年設立。当初はファッション関連の素材メーカーとして創業し、後に製品開発事業も始め、企画から製造、小売までを一貫して行うSPA企業としてこだわりの製品作りで、独自路線を構築。現在では神戸の靴ブランドとして3つのナショナルブランド「BATH ROOM」、「BATH CRAFT」、「COULEUR VARIE」を確立。1980年代以降は神戸、東京、福岡に直営店を出店しているほか、百貨店に多数売り場を持つ。過去、クラレの高級人工皮革を使用したシューズを大丸との共同で製造企画するなど新素材を活用した快適性と大幅な軽量化を実現した商品に特徴を持つ。1995年 の阪神・淡路大震災では、本社ビルが最も被害の大きかった地域にあったため全壊、工場は全焼するが、瓦礫の中から奇跡的に再起。2013年度には神戸市産業振興財団の主催する「神戸セレクション」認定企業に選ばれ、その後神戸セレクション7、8、9と3年連続受賞を果たした。 近年では海外展開も活発化。2010年には中国の上海セントラル百貨に海外第1号店を出店。2015年現在中国各地で5店舗展開中。

### フットウェア事業部
- 企画、製造では「履いていることを忘れるほどのフィット感」「毎日履きたいギアとしてのシューズ」という商品コンセプトに、同時におしゃれ感覚をも満足させるシューズ、人工素材のメリットを最大限に引き出す靴づくりを目指す。販売部門では、百貨店、直営店のほか、大手の通信販売サイトやQVCジャパン、直営のインターネット販売、国内、海外の著名アパレルブランドのOEMなど[1][13]。2004年に開発・発売した人工皮革にエナメル加工を施した「バスクラフトレインブーツ」はヒット商品となり、その後のトレンドを作った[4]。また、カラーオーダーシューズ「バスクラフト」や、プリントオーダーや軽量を特徴としたウォッシャブルシューズ「クロールバリエ」などがある[14][15]。

### マテリアル事業部
- 設立当初から素材開発販売商社であったため、現在でも人工皮革の企画、開発には強いこだわりを見せ、客のニーズをくみ上げながら天然皮革に近い構造をもつ人工皮革の提案から企画、販売までを行っている。またイタリアの合成皮革メーカーの代理店でもある[1]。

- ITソリューション事業では、全国のインバウンド（パスポートリーダーの導入、HPの他言語化、外国人を含めた三者通話システムの構築、ガラスサイネージなど）、産学連携、福祉、WEBコンサル事業などを新規事業として神戸、大阪、京都などを中心に展開する[16]。
  - 観光客誘致 - 海外旅行業者や有名ブロガーを対象とするツアー企画。
  - ホームページの他言語化、外国語対応や免税手続き簡略化、サイネージ使用による店頭顧客呼び込み差別化、ビーコンを使用したビッグデータ収集、SIM使用によるネット環境の構築。
  - ビザ申請、税務、その他法律関係の専門家紹介、LED化による電気代節減、GPS付シューズによる失踪、犯罪防止などへの福祉事業への取組み。
  - 産学連携事業 - 日本語学校との翻訳連携やファッション専門学校との共同商品製作など。
  - WEBコンサル事業 - 販売、販売代理、WEBサイト制作、広告など。

（以上出典:）

### 海外事業
- 世界の展示会などでバイヤーから高評価を得たことで海外展開に弾みがつき、世界に向けて神戸ブランド商品の販売展開を行っている[1]。

### 染色事業
- 得意とする特殊染色技術を駆使し、開発した人工皮革に時代にマッチした表面変化を付けることで天然皮革では表現できなかった材質感を創出。後染め独自の深みを付加するなど、独自商品を開発している。[1]。

## 沿革

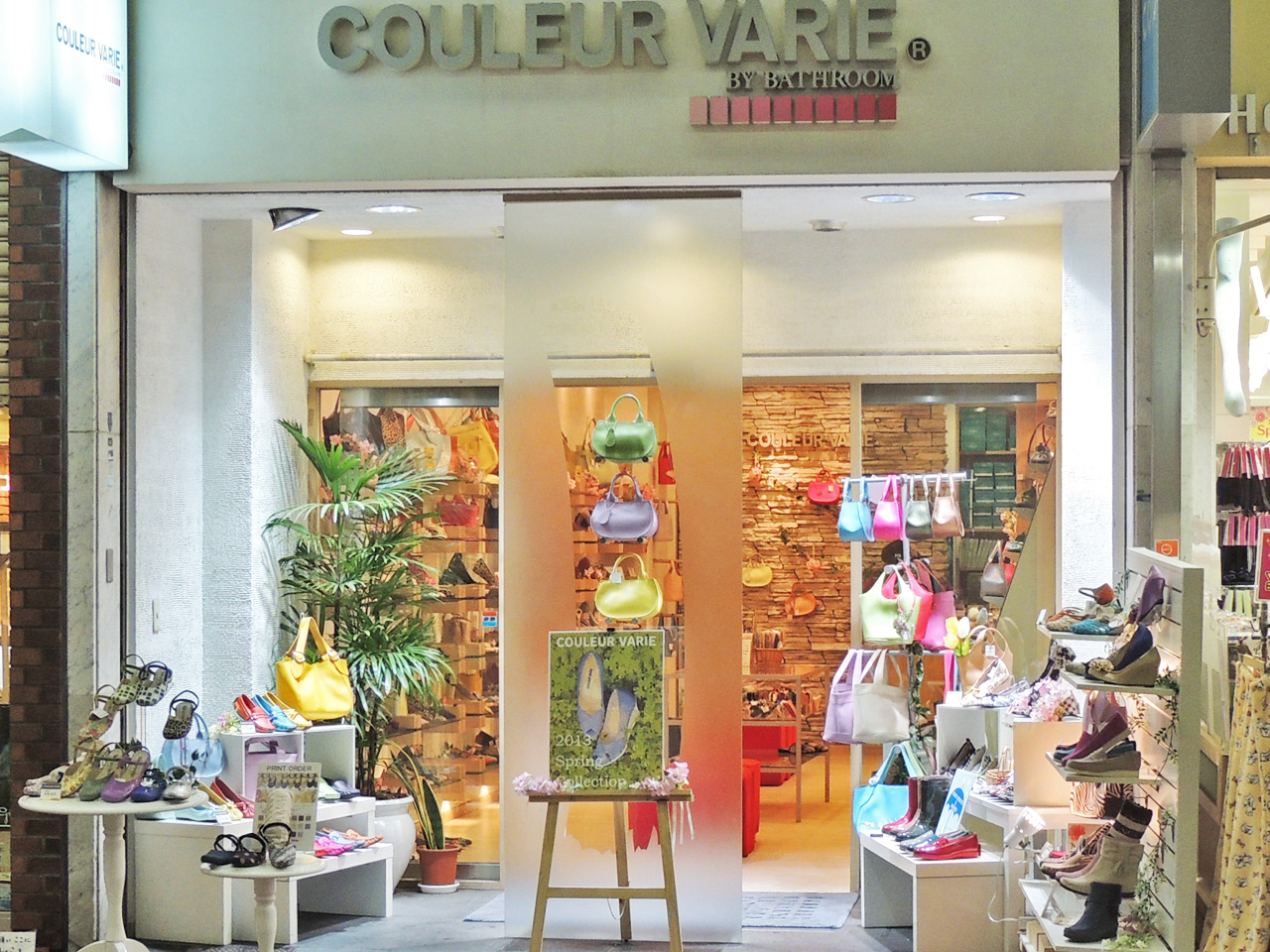
クロールバリエ 神戸元町店

- 1969年 - 小川泰弘により、ファッション関連の素材開発事業として創業[1][2]。
- 1980年 - 製品の開発事業を開始[1]。その後、自社製の素材を使った靴づくりに乗り出し、神戸・元町にショールームをオープン。店内に染色工房を設け、白のスニーカーを客の好みの色に染めるサービスを開始。テレビなどマスメディアで報じられ観光バスが立ち寄る名所となり、百貨店などへも販路を拡大[2]。
- 1995年 - 阪神・淡路大震災にて被災。本社ビルは全壊、工場は全焼。瓦礫の中からの再出発となる[1]。
- 2002年 - 真っ白の人工皮革の靴に注文に応じ自社工場で客の好みの色に染色するカラーオーダー方式を本格的に開始。店舗の在庫ロスを抑え効率の良い商品供給を実現[2]。
- 2003年 - きれいに染色可能な糊を開発。パンプスやバレエシューズなど後染めが難しかったデザインの靴にもカラーオーダーが可能となる[2]。
- 2005年 - クラレの高級人工皮革「パーカッシオ」を使用したオフィスシューズ「BATH CRAFT」を大丸との共同企画で製造・発売。天然皮革より30％の大幅な軽量化に成功。通気性、透湿性の大幅な向上も実現させヒット商品となる[9]。
- 2010年5月  - 中国市場に参入。上海のセントラル百貨店に直営第1号をオープン[1]。
- 2010年5月29日 - 日本経済新聞が企画した「何でもランキング－雨に負けない 快適な通勤靴」にて女性用のバスクラフトレインシューズNo.72934が首位に選ばれる[17]。
- 2012年 - Eストアー2012年度ネットショップ大賞（年間）バッグ・アクセサリー靴部門1位受賞[18]。
- 2013年 - ダブルストラップサンダル（No.99 - 現529203）で神戸セレクション.7に認定[3][1]。
- 2015年 - 美脚インヒールバレエシューズで神戸セレクション.8に認定[19] 。
- 2015年12月 - カラーオーダーシューズで2016年度、神戸セレクション.9に認定[12]。

## 主要な製品
- 女性用・男性用シューズ
- オフィスシューズ
- パンプス
- サンダル
- ブーツ
- レインブーツ
- レインシューズ
- バッグ[1]

## ブランド
- COULEUR VARIE (クロールバリエ) - フランス語で「カラー」を意味するCouleurと、「変化に富む」という意味のVarieより。東レエクセーヌを使用し、軽量で、洗濯機で洗えるシューズをコンセプトとするブランド[1]。
- BATH CRAFT (バスクラフト) - 「歩きやすく足に優しいシューズ作り」をコンセプトとしたシューズブランド[1]。
- BATH ROOM (バスルーム) - 1970年発売後、全国の百貨店、カタログ通販、QVCジャパンなどで広く浸透。坂の街神戸で歩きやすいように軽量に開発された[1]。

## 主要取引先
国内
- 大丸松坂屋百貨店
- 阪急阪神百貨店
- 東急百貨店
- 松屋
- 東武百貨店
- 髙島屋
- ジェイアール東海高島屋
- 三越伊勢丹ホールディングス
- ジェイアール西日本伊勢丹
- 遠鉄百貨店
- 井筒屋
- 天満屋

海外
- 梅龙镇伊势丹百货
- 天津伊勢丹1、2号店
- 花園飯店 上海 三越
- 上海新世界大丸百貨

仕入先
- 東レ
- クラレ

## 事業所
- 本社[1]
兵庫県神戸市須磨区戎町3-2-5

- フットウェア事業部[1]
兵庫県神戸市須磨区大田町4-4-13

- 東京支店[1]
東京都台東区駒形2-6-7河村ビル4F

- 園部工場（染色工場）[1]
京都府南丹市園部町黒田20

- 江門市百福皮革有限公司[1]
広東省江門市東華一路65号 金華商業中心B座8楼822

## 直営店舗
- クロールバリエ 神戸元町店（神戸元町1番街サイト）（神戸市中央区元町通2）
- クロールバリエ自由が丘店（東京都目黒区自由が丘1）
- クロールバリエ福岡天神店（福岡県福岡市中央区天神2-4-7）
- クロールバリエアウトレット（神戸市垂水区海岸通）